# Oskar N. Sahlberg
Oskar N. Sahlberg (* 10. August 1932 in Niesky; † 23. August 2005 in Berlin) war ein deutscher Literaturwissenschaftler, Kunsthistoriker und Psychotherapeut. Er forschte über perinatale und pränatale Psychologie sowie zuletzt über Religionspsychologie. Er legte zahlreiche Veröffentlichungen, Rundfunksendungen und Essays über Alchemie, Buddha, Jesus, Goethe, Picasso, Edgar Poe, Karl May u. a. vor. Er arbeitete zuletzt als Studienrat und freier Wissenschaftsjournalist in Berlin.

## Leben und Wirken
1932 im schlesischen Niesky geboren, gelangte Sahlberg aus der von Nazidiktatur, Krieg und Flucht bitter geprägten Kindheit nach München. Dort studierte er in alle Richtungen (Romanistik, Germanistik, Anglistik, Philosophie und Kunstgeschichte), bis er es im Klima der bundesdeutschen Adenauerrestauration nicht mehr aushielt. 
Sahlberg fuhr in die Welt, nach Paris und Italien, Kairo und Kalkutta, Afrika und Asien, in den letzten Jahren auch nach Amerika.
Nach der Promotion über den Dichter Théophile Gautier lebte er seit den siebziger Jahren in Berlin, der geliebten „Schrottstadt“, und drang unter anderem in die Phantasiewelten von Benn (Wo Lust und Leiche winkt, 1977), Baudelaire (Baudelaire und seine Muse auf dem Weg zur Revolution, 1980) oder Karl May (Der Großmystiker Karl May, 2004) ein, erhellte den komplexen psychischen Schaffensprozess von Picassos Guernica oder erkundete Meditation als Weg der Selbsterfahrung im Zen oder bei indischen Gurus. 
Oskar Sahlberg liebte die Emphase großer Lyriker sehr und trug sie mitreißend vor: „Rot ist der Abend auf der Insel von Palau und die Schatten sinken.“

## Höhepunkt des Schaffens: Neuzeugungstherapie
Seine Arbeit gipfelte zuletzt im 2004 erschienenen monumentalen Werk Reisen zu Gott und Rückkehr ins Leben, in dem er der Tiefenpsychologie religiöser Erfahrung nachspürte.

### Jesus und Buddha
Ludwig Janus schrieb dazu in seinem Vorwort:

„Es ist Oskar N. Sahlberg mit seinem Buch Reisen zu Gott und Rückkehr ins Leben gelungen, die tiefenpsychologische Erschließung des Religiösen am Beispiel der Religionsgründer Jesus und Buddha ein entscheidendes Stück voranzutreiben. Freud hatte mit der Annahme, daß es sich bei religiösen Phänomenen im Wesentlichen um frühkindliche Projektionen handele, der psychologischen Betrachtung eine neue Perspektive eröffnet. Dabei hatte er die Vaterbeziehung im Blick, während es bei Jung auch um die Mutterbeziehung ging. Daß sich Entscheidendes der religiösen Erfahrung auf vorgeburtliches und geburtliches Erleben bezieht, wie es von den Psychoanalytikern Rank und Graber formuliert wurde, konnte in der ersten Hälfte des vorigen Jahrhunderts aus Gründen patriarchaler Mentalität und realer Unvertrautheit mit der Psychobiologie früher Entwicklung noch nicht Eingang in den öffentlichen Diskurs finden. Die größere Offenheit postmoderner Mentalität ermöglichte neue Zugänge, wie sie von Sloterdijk im 8. Kapitel seiner Sphären I erschlossen wurden. Der Wurzelgrund religiöser Erfahrung in der vorgeburtlichen ‚starken Beziehung‘ wird von ihm an vielen Beispielen deutlich gemacht. … Sahlberg verbindet die anschaulich-dramatische Erzählung der Lebensläufe von Jesus und Buddha mit den frühesten Beweggründen, die sich in ihren Visionen offenbaren. Es sind gleichsam Röntgenbilder des Unbewußten, die die Gefühle der uterinen Phase erkennen lassen.“

### Therapeutische Szenarien
Sahlberg betonte zu Beginn seines Buches, dass seine neu gewonnenen Einsichten aus der therapeutischen Praxis stammten und auf sie abzielten:

„Mein Buch entstammt der therapeutischen Praxis und zielt auf sie. Ich bin der Ansicht, Jesus und Buddha sind nicht nur von historischem, theoretischem Interesse. Auch heute gibt es noch viele ungewollte Kinder, die als Erwachsene an Selbstmordzwängen leiden und Erlösung suchen. Die Phantasien in ihrem Unbewußten ähneln denen von Jesus und Buddha. Um sie sich in einer Therapie bewußt zu machen, können die Geschichten der beiden hilfreich sein; sie können dazu dienen, das eigene Unbewußte zu klären.
Der Weg führt zuerst – wie bei Jesus und Buddha – zum Trauma, der Empfängnis, die zur Qual geworden war und ganz erlitten werden muß. Darin verbirgt sich der Wunsch nach ihrer Beendigung: Der Selbstmordwunsch, der der Wunsch nach Aufhebung der Empfängnis ist, wird erfüllt, nicht real, auch nicht ausagiert, sondern vorgestellt, im geschützten Raum der Therapie. In der bejahten Todeserfahrung wird die Empfängnis rückgängig gemacht; die Schmerzen lösen sich auf.
Dann erscheint etwas Neues: Das Gefühl, ewig und unendlich zu sein, die Allmacht zu besitzen, wie Gott zu sein. Das zeigen uns Jesus und Buddha. Man kann versuchen, sie nachzuahmen: Imitation, Identifikation. ‚Imitatio Jesu Christi‘ sagte man im Mittelalter; ein Buddhist will ein Buddha werden.
Nun geht der Weg – tantrisch-alchemistisch – wieder vorwärts zur Neuzeugung. Dabei entdeckt man, daß die Empfängnis im Innersten gut war. Sie war nur vom Trauma wie von einem Schatten überlagert; die Verschmelzung der Zellkerne kann jedoch nicht gestört werden, darin entfaltet sich die Urkraft der Natur, der Evolution. Die weitere Entwicklung des Embryos ist die Folge.
Im Tantra und in der Alchemie wird mit der Zeugung die Aggression konstruktiv (‚konstruktive Aggression‘ ist ein zentraler Begriff der ‚Dynamischen Psychiatrie‘ Günter Ammons). Der Zerstörungstrieb, der Todestrieb, Thanatos (wie Freud sagt), steht wieder im Dienste des Lebenstriebs, des Eros. Gott wird im Menschen wieder tätig.
Der Mensch muß die Eltern, aus denen er entstanden ist und aus denen er besteht, in sich vereinen, versöhnen, sodaß er aus ihren Energien leben kann. Die Vereinigung geschieht in der Tiefe des Unbewußten, in der der Vater der Vatergott ist und die Mutter die Muttergöttin.
Heilt der Mensch in seinem Innern Gott, die Schöpfung, kann er – so hoffe ich – auch ihre Zerstörung im Außen beenden und Welt und Gesellschaft heil machen. Die Reise zu Gott bekäme einen existentiellen Sinn. Dies Buch soll als Reiseführer dienen, als Wegweiser zur Rückkehr ins Leben.“

### Eigene Psychotherapie
Sahlberg legte im Nachwort seines Buches dar, wie es ihm gelang, mit Hilfe seiner neuen Theoriebildung und therapeutischen Praxis die eigene Lebensgeschichte aufzuarbeiten und erlittene Traumata zu heilen:

„Dies Buch entstand in der Schlußphase meiner eigenen Psychotherapie. Ich entdeckte dabei Gestalten, die Teil meines Lebens gewesen waren und große Wirkung ausgeübt hatten – manche zerstörerisch, manche heilend. Indem ich diese inneren Begleiter untersuchte, mir ihre Schicksale klar machte, begann ich mich selbst zu verstehen. Ich fand das grundlegende Muster von Trauma und Heilungsversuch; es hat eine zweifache Schichtung: Den Ursprung im Kind und die Wiederholung im Erwachsenen. Als ich diese Zusammenhänge anhand der Gestalten erfaßt hatte, wurde es mir möglich, mein Wissen auf mich selbst anzuwenden und mich zu heilen.
Ich skizziere zuerst meine Anfänge mit Kindheit und Jugend, dann den Weg zur Therapie, die zur Entstehung des Buches führte, und schließlich meine Heilung.
1. Kindheit zwischen Kreuz und KZ ...
2. Trimurti, Marx, Freud und Jung, Bhagwan, Grof ... Ich wollte Medizin studieren und Psychiater werden ... Ich gab das Medizinstudium auf, schrieb mich für Sprachen ein ... Ich wurde Reiseleiter ... Später arbeitete ich zwei Winter in Indien ... Als ich Anfang dreißig war, kehrte ich nach Deutschland zurück, studierte, machte Staatsexamen und schrieb eine Dissertation ... Ich begann eine Psychotherapie ... Ich arbeitete als Studienrat in Regensburg ... Einige Jahre später ging ich nach Berlin, arbeitete einige Semester an der Uni, bekam dann an einer neu eröffneten Schule eine Halbzeitstelle ... Ich traf einen ehemaligen KZ-Häftling, einen Kommunisten, interviewte ihn und schrieb seine Geschichte auf ... Besserung erfuhr ich ab 1982 durch Rebirthing und Bioenergetik bei den Sannyasins Dwari und Devapath. In den Büchern Bhagwans entdeckte ich eine neue Sicht auf das Leben, frei von westlichem Pessimismus und Nihilismus. Im Frühjahr 1986 lernte ich Günter Ammon kennen ... Der Tod meiner Mutter im Sommer 1986 löste eine neue Krise aus ... Nach der Wende wurde es unruhig in der Schule. Blutige Schlägereien, Messerstechereien. Ich sprach mit den Schülern über gewaltfreie Lösungen von Konflikten ...
3. Die Entstehung des Buches ...
4. Neuzeugungstherapie ...
Die Schöpfung wiederholen, um die Seele zu heilen, um sich so mit der Energie des Ursprungs wieder zu verbinden, um Vater Himmel und Mutter Erde im eigenen Selbst zu finden. Das Schöpfungsbewußtsein gewinnen, das Gefühl des ersten Anfangs: ein Wunder und eine vollkommene Bejahung – das große Geheimnis fühlen und das Staunen vor der Unendlichkeit.
Heilung des Selbst und Selbsterkenntnis fallen hier zusammen. Sie scheinen das Ziel des tiefsten Strebens zu sein. Wird es erreicht, so sind Patient und Therapeut, Schüler und Lehrer, von gemeinsamer Freude erfüllt.
5. Die Internationale Gesellschaft für prä- und perinatale Psychologie und Medizin ...“

## Beurteilung
Harald Eggebrecht: „Der Literaturwissenschaftler, Historiker, Psychotherapeut, Weltreisende Oskar Sahlberg starb … in seiner Berliner Wohnung umgeben von seiner imponierenden Bibliothek. Ihre Themenvielfalt entsprach der enormen Spannweite seiner Interessen. Die reichten von den Ursprüngen der Kulturgeschichte des Menschen bis zu den neuesten Ansätzen der Psychotherapie, umfassten intensive Beschäftigung mit Politik und Kunst, mit Religionen und ihren Stiftern genauso wie mit den unterschiedlichsten Arten von Literatur und Musik. Sahlbergs Denken kreiste unermüdlich und neugierig um Phantasie als Kraftwerk künstlerischer Kreativität und seelischer Heilung, oder, in seiner plastischen Formulierung, um ‚die Selbsterschaffung des Genies‘. … Oskar Sahlberg war, altmodisch gesagt, ein Polyhistor, unvergesslich fesselnd als Lehrer, Blickerweiterer und Texteröffner, als streitbarer Diskutant und aufregender Erzähler, als euphorischer Clown und ironischer Selbstdarsteller und als Freund.“

## Werke

### Monographien

#### Als Autor
- Thematik und Symbolik von Théophile Gautiers „Émaux et camées“ (Diss.), München 1970.[12]
- Gottfried Benns Phantasiewelt – „Wo Lust und Leiche winkt“. Edition Text und Kritik, München 1977.
- Baudelaire und seine Muse auf dem Weg zur Revolution. Suhrkamp, Frankfurt am Main 1980.[13]
- Reisen zu Gott und Rückkehr ins Leben. Tiefenpsychologie der religiösen Erfahrung. Psychosozial-Verlag (Reihe „Imago“), Gießen 2004, ISBN 978-3-8980-6300-5.[14]

#### Als Herausgeber
- Charles Baudelaire: Gedichte der Revolution. Hrsg. von Oskar Sahlberg, Berlin 1977.
- François-René de Chateaubriand: Die Natchez. Hrsg. und mit einem Nachwort versehen von Oskar Sahlberg, Freitag Verlag, Berlin 1982.
- Théophile Gautier: Auf der Suche nach dem Anderswo. Hrsg. und mit einem Nachwort versehen von Oskar Sahlberg, 2 Bände, Berlin 1983 und 1984.

### Beiträge in Zeitschriften und Sammelbänden

#### Zum Nationalsozialismus
- Kleinbürger von innen. In: Kursbuch 45/1976.
- Ein Nachmittag in Sachsenhausen. In: Kontext 2, München 1978.

#### Zu Gottfried Benn
- „Garben verklärter Lust“. Zur Aktualität von Gottfried Benns Frühwerk, in: die horen 106/1977.
- Gottfried Benns Psychotherapie bei Hitler, in: Walter Schönau (Hrsg.): Literaturpsychologische Studien und Analysen, Amsterdam 1983.

#### Zu Johann Wolfgang von Goethe
- Psychoanalyse, in: Harald Eggebrecht (Hrsg.): Goethe – Ein Denkmal wird lebendig, München: Piper 1982, S. 38–60 (im Gespräch mit Mathias Greffrath).

#### Zu Pablo Picasso
- Picassos GUERNICA: Dionysos und die Sphinx. In: Carl Pietzcker u. a. (Hrsg.): Freiburger literaturpsychologische Gespräche 4, Würzburg 1985.
- Picasso. Revolution als Geburt. In: Klaus Evertz, Ludwig Janus (Hrsg.): Kunst-Analyse, Heidelberg 2002.

#### Zu Karl May
- Therapeut Kara Ben Nemsi, in: Harald Eggebrecht (Hrsg.): Karl May, der sächsische Phantast. Studien zu Leben und Werk, Frankfurt 1987, S. 189–212, darin:
  - 1. Die Entdeckung von Mays Phantasiewelt durch Schmidt, Wollschläger, Bach (S. 189 ff.)
  - 2. Die Therapien im „Silbernen Löwen“ und in „Ardistan und Dschinnistan“ (S. 192 ff.)
  - 3. Vom Therapeuten zum Propheten (S. 202 ff.)
- Der „Großmystiker“ Karl May. Die Zeugungs- und Geburtsträume des Sohnes und des Vaters. „Im Reiche des silbernen Löwen“. „Ardistan und Dschinnistan“, in: Meredith McClain, Reinhold Wolff (Hrsg.): Karl May im Llano estacado (zum Symposium der Karl-May-Gesellschaft in Lubbock/USA 2000). Hansa Verlag, Husum 2004, S. 243–275.

#### Zu Bhagwan Shree Rajneesh
- Ein Tag im Paradies, in: Eva-Maria Knapp (Hrsg.): EinsSein und Innewerden, Frankfurt 1988.[15]

#### Psychotherapie
- Die Wechselwirkung zwischen Gesellschaft und Psyche als Kern von Freuds Literaturtheorie. In: Lendemains 5/1980.
- Die Selbsterschaffung des Genies. Elemente einer Grammatik der künstlerischen Phantasie. In: J. Cremerius u. a. (Hrsg.): Freiburger literaturpsychologische Gespräche 4, Würzburg 1985.
- Haben Sie Gott getroffen? In: Eva-Maria Knapp (Hrsg.): Wahn und Sinn, Frankfurt 1991.
- Sich neu gebären. Erfahrungen mit der holotropen Therapie. In: Ludwig Janus (Hrsg.): Erscheinungsweisen pränatalen und perinatalen Erlebens in den psychotherapeutischen Settings, Heidelberg 1991.
- Traue neuem Tagesblick! In: H.-H. Herchen (Hrsg.): Das Morgen entdecken, Frankfurt 1993.
- Alchemie als Psychotherapie. Die Erschaffung des Homunculus als Wiederholung des ersten Drittels der Schwangerschaft, in: Rainer G. Appell (Hrsg.): Homöopathie zwischen Heilkunde und Heilkunst, Heidelberg 1997.

#### Dynamische Psychiatrie
- Polizeirazzia und androgyne Revolution. In: Dynamische Psychiatrie 19 (1986) Heft 2/3.
- Der kreative Prozeß und seine prä- und perinatalen Wurzeln. In: Dynamische Psychiatrie 21 (1988) Heft 3/4.
- Psychosentherapie in Balzacs „Buch der Mystik“. In: Dynamische Psychiatrie 24 (1991) Heft 5/6.

#### International Journal of Prenatal and Perinatal Psychology and Medicine  (IJPPPM)
- Die Wiedergeburt aus dem Herzen. Heilung durch Neugestaltung von Empfängnis, Einnistung, Geburt, in: IJPPPM 6 (1994) 3.[16]
- Buddhas vorgeburtliches Selbst. Kleinod im Lotos, in: IJPPPM 10 (1998) 1.
- The Prenatal Self Becoming Conscious. Baptism of Christ. Lotus-Vision of Buddha, in: IJPPPM 11 (1999) 1 (Onlinefassung).
- Gott in Auschwitz. Eine LSD-Therapie, in: IJPPPM 11 (1999) 4.
- Goethes Faust. Homunculus und die Neuzeugung der Schwestergeliebten, in: IJPPPM 13 (2001) 1/2.
- Crucifixion and Psychotherapy, in: IJPPPM 13 (2001) 3/4.
- Vom Trauma zur Keimzellenreifung. Neuanfang und Übertragung, in: IJPPPM 14 (2002) 1/2.
- Picassos GUERNICA-Serie. Von der Totgeburt zur Selbstzeugung. Große Mutter, Göttin der Aufklärung. Ein therapeutisches Modell, in: IJPPPM 14 (2002) 3/4 (dort auch eine englische Version).

#### Jahrbuch für psychohistorische Forschung
- Die jüdisch-christlichen Wurzeln des europäischen Über-Ichs. Weltgericht (Matthäus 25): Der Vater der jungfräulichen Mutter. Von Jesus Christus zur pränatalen Psychologie, in: W. Kurth, L. Janus (Hrsg.): Jahrbuch für psychohistorische Forschung, Bd. 2, Heidelberg 2000 (Onlinefassung).
- Bewußte und unbewußte Faszination des Märtyrertodes, in: U. Ottmüller, W. Kurth (Hrsg.): Jahrbuch für psychohistorische Forschung, Bd. 3, Heidelberg 2003.
- Die Gotteserfahrung in der Psychohistorie und in den drei semitischen Religionen, in: L. Janus, W. Kurth (Hrsg.): Jahrbuch für psychohistorische Forschung, Bd. 4, Heidelberg 2004.

#### Nachruf auf Wolf-Dieter Bach
- „Erkennen als lebendige Erfahrung“. Wolf-Dieter Bach und Karl May (mit Foto), in: Mitteilungen der Karl-May-Gesellschaft Nr. 137, September 2003, S. 35–41 (Onlinefassung).

### Hörfunkbeiträge
- Buddha. Nirwana – Karuna. Die zwei Stufen der Erleuchtung, Sender Freies Berlin, 29. Dezember 1994 (im Gespräch mit Eberhard Sens).
- Jesus. Der eingeborene Sohn, der in des Vaters Schoß ist, Sender Freies Berlin, 29. Dezember 1994.